# Lotniskowce projektu 1143.5
Lotniskowce projektu 1143.5 (11435) — typ lotniskowców opracowanych w ZSRR, o wyporności standardowej 46 540 ton i długości pokładu 304,5 metra. Stanowiły jedyny zrealizowany projekt lotniskowców radzieckich. Budowę dwóch okrętów tego projektu rozpoczęto w pierwszej połowie lat 80. w stoczni nr 444 w Mikołajowie dla floty radzieckiej. Obie jednostki zwodowano w latach 1985 i 1988, jednak tylko  pierwsza z nich w 1991 roku weszła do służby radzieckiej, a następnie rosyjskiej, pod nazwą „Admirał Fłota Sowietskogo Sojuza Kuzniecow”. Drugi okręt „Wariag” miał być ukończony według zmodyfikowanego projektu 11436, lecz przed ukończeniem został w roku 1998 sprzedany do Chin i następnie ukończony jako lotniskowiec typu 001 „Liaoning” dla marynarki chińskiej.

## Geneza

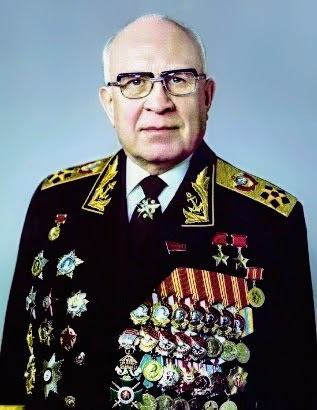
Adm. Siergiej Gorszkow, w latach 1956-1985 uznawany za twórcę pełnomorskiej floty radzieckiej

Rozwój okrętów lotniczych i lotnictwa pokładowego w Związku Radzieckim był logicznym następstwem zmiany charakteru floty radzieckiej, z nastawionej na obronę przed amerykańskimi rakietowymi okrętami podwodnymi przenoszącymi pociski balistyczne, na ochronę własnych strategicznych okrętów podwodnych, a ostatecznie na projekcję własnej siły w konfrontacji z flota amerykańską na otwartych oceanach. Mimo wysiłków admirała Siergieja Gorszkowa, flota radziecka wciąż odgrywała w tym czasie jeszcze rolę drugoplanową, podrzędną wobec radzieckiej armii oraz strategicznych lądowych wojsk rakietowych. Toteż — nie licząc floty podwodnej — rozwój radzieckiej marynarki wojennej następował powoli i czasami niepewnie, co było rezultatem ograniczonego wsparcia politycznego w łonie Biura Politycznego partii komunistycznej.
We wczesnych latach 70. marynarka radziecka sformułowała jednak wymagania dla dużego lotniskowca o napędzie konwencjonalnym, a w 1973 roku wyznaczono biuro konstrukcyjne, które opracować miało konstrukcję okrętu projektu 1153 Orioł. Wstępne wersje projektu nowego okrętu o wyporności 75 000 — 80 000 ton przewidywały jednak napęd jądrowy i wyposażenie jednostki w cztery katapulty parowe. Okręt w tej konfiguracji mógł pomieścić grupę lotniczą złożoną z co najmniej 70 samolotów: myśliwskich i uderzeniowych, samolotów ZOP i wczesnego ostrzegania. Do czerwca 1974 roku koncepcja uległa zmianie — wyporność zmniejszono do 60 000 ton, i przy zachowaniu wciąż napędu nuklearnego, zmniejszono wielkość pokładowej grupy lotniczej do 60 maszyn. W wyznaczonym w 1976 roku planie pięcioletnim ustalono budowę dwóch jednostek tego typu, lecz w październiku 1978 roku projekt ten został anulowany jako zbyt kosztowny. Zamiast tego, jeszcze jednak w listopadzie 1977 roku władze radzieckie poleciły rozpocząć prace projektowe nad mniejszym — i tańszym — lotniskowcem mogącym przenosić samoloty pionowego startu i lądowania, a także klasyczne samoloty, startujące za pomocą katapulty. Ostatecznie w 1979 roku konstrukcja przerodziła się w projekt oznaczony jako 1143.5, mimo że miał niewiele wspólnego z projektem jednostek 1143 typu Kijów.

## Budowa i konstrukcja
Historia nazewnictwa jednostki wiodącej nowego typu, odzwierciedla burzliwość czasów w których okręt był budowany. Stępkę pod prototypowy okręt - wówczas „Tbilisi” - położono 1 kwietnia 1982 roku, już jednak 18 listopada tego samego roku zmieniono jego nazwę na „Leonid Breżniew”, gdy zaś Sekretarz Generalny KPZR Michaił Gorbaczow potępił byłego sowieckiego lidera, w listopadzie 1988 roku nazwę ostatecznie zmieniono na „Admirał Fłota Sowietskogo Sojuza Kuzniecow”.
Okręty typu Kuźniecow były pierwszymi radzieckimi lotniskowcami pełnopokładowymi. Początkowo miały zostać wyposażone w dwie katapulty parowe, jednak radzieccy inżynierowie napotkali na szereg trudności w opracowaniu niezawodnych katapult tego rodzaju, toteż projekt został zmodyfikowany i zastosowano na nim wznoszącą się pod kątem 12° skocznię, która mogła być używana do swobodnego startu samolotów pod wiatr o średniej sile. Z wyjątkiem nadbudówki mieszczącej dużą baterię pocisków przeciwokrętowych i ZOP oraz niezwykły arsenał broni przeciwlotniczej, w pozostałych elementach jednostki miały stosunkowo tradycyjną konstrukcję.
| Stocznia                  | Okręt                              | Położenie stępki | Wodowanie      | Wykończenie         | Wejście do służby | Flota                                                 |
| ------------------------- | ---------------------------------- | ---------------- | -------------- | ------------------- | ----------------- | ----------------------------------------------------- |
| Zakład nr 444 (Mikołajów) | „Admirał Kuzniecow” (proj. 1143.5) | 1 kwietnia 1982  | 4 grudnia 1985 | N/A                 | 20 stycznia 1991  | Marynarka Wojenna ZSRR                                |
| Zakład nr 444 (Mikołajów) | „Wariag” (proj. 1143.6)            | 6 grudnia 1985   | 4 grudnia 1988 | Jiangnan (Szanghaj) | 25 września 2012  | Marynarka Wojenna Chińskiej Armii Ludowo-Wyzwoleńczej |

Pierwszy okręt nowego projektu został zwodowany w Mikołajowie 4 grudnia 1985 roku, po czym po trwających 6 lat pracach wykończeniowych oraz testach morskich, 20 stycznia 1991 roku wszedł do służby w marynarce Federacji Rosyjskiej. Wobec rozpadu Związku Radzieckiego i braku środków finansowych, budowa „Wariaga” została porzucona w 1992 roku, a w roku 1998 okręt został kupiony przez prywatnego przedsiębiorcę z Makau.
Okręt został mu jednak odebrany przez rząd Chin Ludowych, bądź też według innych informacji od samego początku zakup niewykończonego okrętu był operacją chińskich służb specjalnych i chińskiej marynarki wojennej za pomocą podstawionej w tym celu osoby. Jednostka została następnie wykończona w stoczni w Szanghaju, po czym wcielona do służby w chińskiej marynarce wojennej 25 września 2012 roku, jako pierwszy w historii tego kraju lotniskowiec.
W latach 1995–1996 „Admirał Kuzniecow” pełnił służbę na Morzu Śródziemnym, po czym został przetransferowany do Floty Północnej, gdzie pozostawał wyłączony z czynnej służby aż do listopada 1998 roku, kiedy powrócił z remontu. Mimo tego okręt boryka się z ustawicznymi problemami z siłownią oraz systemami rurociągów, w tym rurociągami sanitarnymi.